# Ivan Gladyshev
Ivan Gladyshev, né le 13 août 2001, est un coureur cycliste russe. Spécialisé dans les disciplines de sprint sur piste, il est notamment champion d'Europe de vitesse par équipes en 2020,.

## Palmarès

### Jeux olympiques
- Tokyo 2020
  - 6e de la vitesse par équipes
  - 23e du keirin

### Championnats du monde
| Édition / Épreuve    | Vitesse par équipes |
| Aigle 2018 (juniors) | Bronze              |

### Coupe des nations
- 2021
  - 1er de la vitesse par équipes à Saint-Pétersbourg (avec Danila Burlakov et Mikhail Iakovlev)

### Championnats d'Europe
| Édition / Épreuve        | Keirin | Vitesse individuelle | Vitesse par équipes                          |
| Aigle 2018 (juniors)     |        | Or                   | Or (avec Komkov, Burlakov et Smagin)         |
| Gand 2019 (espoirs)      | Argent |                      |                                              |
| Plovdiv 2020             |        |                      | Or (avec Dmitriev, Yakushevskiy et Sharapov) |
| Apeldoorn 2021 (espoirs) |        |                      | Bronze (avec Komkov, Nesterov et Rostov)     |

### Championnats nationaux
- 2020
  - 2e de la vitesse par équipes
- 2021
  -  Champion de Russie du kilomètre
  -  Champion de Russie de vitesse par équipes
- 2022
  - 2e de la vitesse par équipes